# Michał Krynicki
Michał Marian Krynicki (ur. 3 lutego 1950 w Warszawie, zm. 12 października 2011) – polski matematyk i sędzia lekkoatletyczny.

## Życiorys

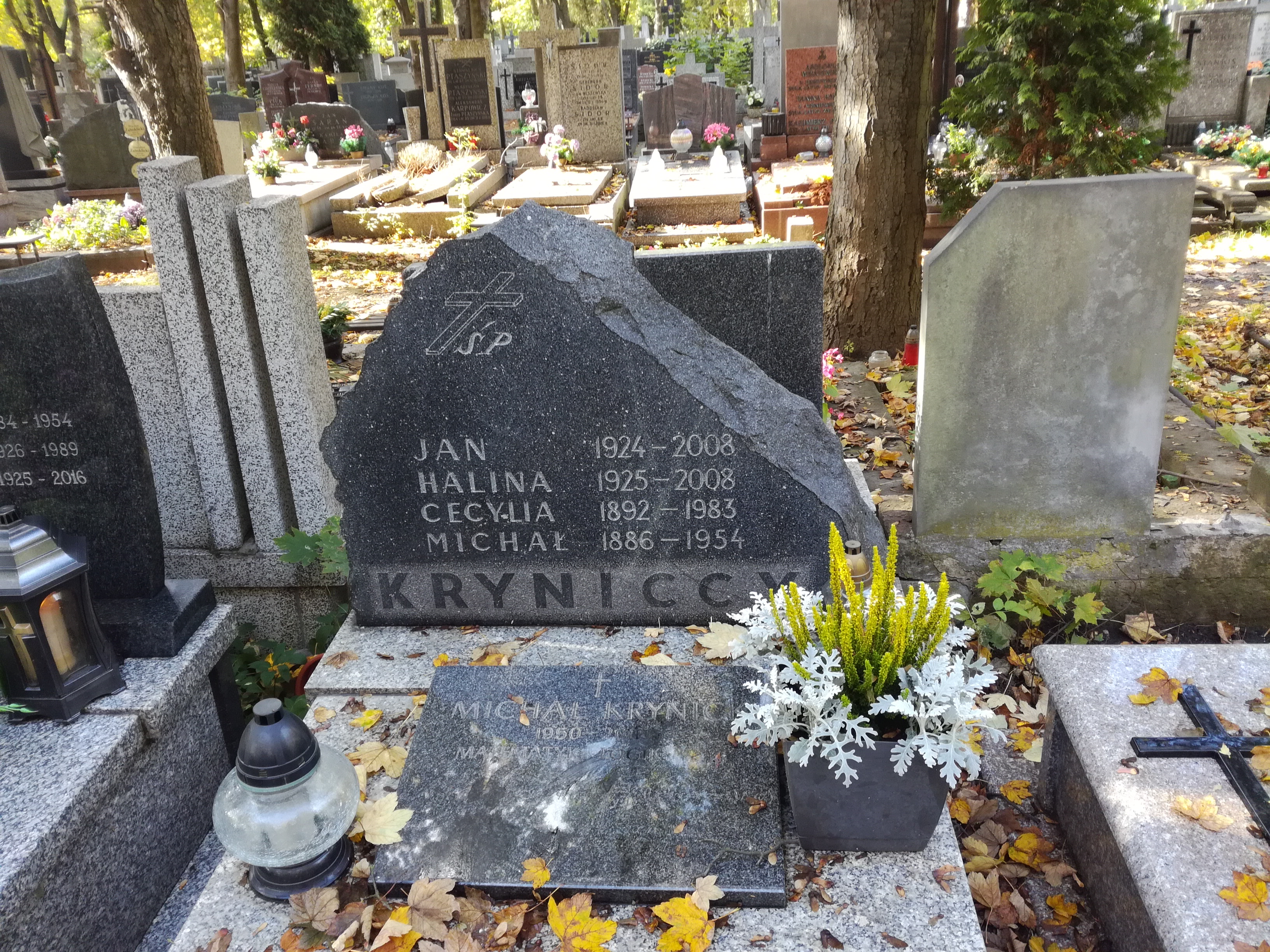
Grób prof. Michała Krynickiego na cmentarzu Bródnowskim w Warszawie

Ukończył studia na Wydziale Matematyki i Mechaniki Uniwersytetu Warszawskiego (1973). Doktoryzował się w 1976 roku na podstawie pracy O pewnych rozszerzeniach logiki elementarnej. W 1998 uzyskał stopień doktora habilitowanego na podstawie pracy Z badań nad logikami z dodatkowym kwantyfikatorem. Był profesorem nadzwyczajnym UKSW. W latach 80. XX wieku pracował także w Algierii.
W latach 1973–2000 był wykładowcą Uniwersytetu Warszawskiego, a od 2000 roku – Uniwersytetu Kardynała Stefana Wyszyńskiego w Warszawie. Był prodziekanem, a od 2008 roku – dziekanem jego Wydziału Matematyczno-Przyrodniczego Szkoła Nauk Ścisłych. Był również dziekanem Wydziału Ekonomii i Zarządzania Wyższej Szkoły Ekonomiczno-Humanistycznej w Skierniewicach.
Jego główne zainteresowania matematyczne koncentrowały się wokół abstrakcyjnych logik i ich hierarchii, teoriogrowych charakteryzacji elementarnej równoważności, kwantyfikatorów Henkina i relacyjnych, arytmetyki w modelach skończonych. Był członkiem Polskiego Towarzystwa Matematycznego, członkiem rady i zarządu Polskiego Towarzystwa Logiki i Filozofii Nauki, członkiem Stowarzyszenia Matematyków i Informatyków z Niepełnosprawnościami i ich Przyjaciół „Integrał”.
Pasjonował się także chodem sportowym. W 1965 roku, w wieku niespełna 16 lat, ukończył kurs sędziowski. Posiadał uprawnienia sędziego międzynarodowego w chodzie sportowym. W latach 2001–2008 był członkiem Centralnego Kolegium Sędziów Polskiego Związku Lekkiej Atletyki, a od 1997 roku redagował Biuletyn CKS PZLA. Był wyróżniony Złotą Odznaką Honorową PZLA.
Zmagał się z chorobą nowotworową, która uniemożliwiła mu sędziowanie mistrzostw Europy juniorów w 2011. Msza pogrzebowa miała miejsce 19 października w kościele św. Marcina w Warszawie – uczestniczył w niej m.in. prezydent RP Bronisław Komorowski z małżonką oraz przedstawiciele środowisk akademickich i Polskiego Związku Lekkiej Atletyki. Pochowany na cmentarzu bródnowskim w Warszawie (kw. 112G-5-16).
Był bratem bliźniakiem Janusza, również sędziego i działacza lekkoatletycznego.